# Телитченко, Михаил Иванович
Михаил Иванович Телитченко (1932—2009) — бригадир комплексной бригады шахты № 2 «Контарная» треста «Шахтёрскантрацит», Герой Социалистического Труда.
Родился в 1932 году. Трудовую деятельность начал в 1954 году после демобилизации из рядов Советской армии. По призыву комсомола прибыл в Донбасс на шахту № 4-9, в качестве рабочего очистного забоя.
В 1960 году Телитченко выступает с инициативой: работать один день в месяц на сэкономленных материалах. Бригада ежемесячно экономила за счёт повторного использования и бережного расходования материалов 600—800 рублей.
С 1964 года работает бригадиром комплексной бригады шахты № 2 «Контарная», осваивает струговую установку УСБ-2. Умение сплотить коллектив, организовать работу, мастерство в овладении техникой позволили уже на третий месяц работы бригаде под руководством Михаила Ивановича Телитченко установить всеукраинский рекорд на струговую установку: добыто свыше 21 тысячи тонн угля в месяц. В октябре 1964 из одной лавы добыто 62 тысячи тонн угля: рекорд на УСБ-2М.
В феврале 1966 за высокие достижения в труде Михаилу Ивановичу Телитченко присвоено звание Героя Социалистического Труда.
Депутат Верховного Совета СССР 2-х созывов, Заслуженный шахтёр Украины, Почетный гражданин г. Шахтёрска и посёлка Контарное.
Проживал в посёлке Контарное. Умер 8 марта 2009 года.